# Yeshivah Gedolah Zal
Yeshivah Gedolah "Zal" (in ebraico ישיבה גדולה זאל‎?), Yeshivah Gedolah, The Rabbinical College of Australia and New Zealand (Collegio Rabbinico d'Australia e di Nuova Zelanda), o colloquialmente, Y.G., è una yeshiva legalmente accreditata dallo Stato, un'accademia per giovani ebrei ortodossi che desiderano dedicarsi a tempo pieno agli studi rabbinici. Ha sede in St Kilda East, sobborgo di Melbourne (Australia) ed è la sola yeshiva australiana di questo tipo. È stata fondata con gli auspici del movimento religioso chassidico Chabad-Lubavitch e offre un Diploma di Studi Talmudici legalmente riconosciuto.

## Fondazione
Fondata nel 1966, con la benedizione del Rebbe Lubavitcher, Rabbi Menachem Mendel Schneerson, è considerata una sede filiale delle rete di yeshivah Tomchei Temimim, sebbene non ne usi il nome.  Sia l'aggiunta della parola "Zal" (Yiddish: "sala di studio"), sia il titolo "The Rabbinical College of Australia and New Zealand" furono suggeriti da Rabbi Schneerson.

## Sede
La yeshivah iniziò a Goathlands Avenue, St Kilda East (Victoria (Australia).  Il 17 dicembre 1970, fu acquisito un campus in Alexandra Street, a nome di Rabbi Schneerson, da Chabad-Lubavitch a Melbourne. La yeshivah si trova attualmente ad Alexandra Street.  L'edificio, noto come The New Alexandra, è ufficialmente riconosciuto come sito storico.